# باشگاه فوتبال اتحاد بن قردان
باشگاه فوتبال اتحاد بن قردان (به عربی: الاتحاد الرياضي ببن ڨردان) یک باشگاه فوتبال در کشور تونس است.
این باشگاه که در سال ۱۹۳۶ میلادی تأسیس شده‌است در شهر بن قردان قرار دارد، در بازی می کند لیگ دسته اول فوتبال تونس.